# She's Been Away
Pour plus de détails, voir Fiche technique et Distribution.
She's Been Away est un film britannique réalisé par Peter Hall, sorti en 1989.

## Fiche technique
- Titre : She's Been Away
- Réalisation : Peter Hall
- Scénario : Stephen Poliakoff
- Production : Kenith Trodd
- Pays d'origine : Royaume-Uni
- Date de sortie : 1989

## Distribution
- Peggy Ashcroft : Lillian Huckle
- Geraldine James : Harriet Ambrose
- Rosalie Crutchley : Gladys
- James Fox : Hugh Ambrose
- Rebecca Pidgeon : Young Lillian

## Distinctions
- Peggy Ashcroft et Geraldine James remportent la Coupe Volpi pour la meilleure interprétation féminine lors de la Mostra de Venise 1989.